# Seròs (kommun)
Seròs är en kommun i Spanien.   Den ligger i provinsen Província de Lleida och regionen Katalonien, i den östra delen av landet, 400 km öster om huvudstaden Madrid. Antalet invånare är 1 907. Arean är 86 kvadratkilometer. Seròs gränsar till Aitona, Llardecáns, Maials, Almatret, La Granja d'Escarp, Massalcoreig, Mequinenza och Fraga. 
Terrängen i Seròs är platt åt nordost, men åt sydväst är den kuperad.